# Броншхофен
Броншхофен (нем. Bronschhofen) — деревня и бывшая коммуна в Швейцарии, в кантоне Санкт-Галлен.
До 2012 года имела статус отдельной коммуны. 1 января 2013 года вошла в состав коммуны Виль.
Входит в состав округа Виль. Население составляет 4515 человек (на 31 декабря 2006 года). Официальный код — 3421.